# Улица Пекшена
Улица Пе́кшена (латыш. Pēkšēna iela) — улица в Видземском предместье города Риги, в микрорайоне Тейка. Начинается от перекрёстка с улицей Айзкрауклес, пересекает улицу Баяру, после чего заканчивается тупиком. С другими улицами не пересекается.
На всём протяжении имеет асфальтовое покрытие. Общая длина улицы составляет 506 метров. Общественный транспорт по улице не курсирует.
Застройка преимущественно частная, малоэтажная, сложившаяся с 1930-х годов.

## История
Улица Пекшена была проложена при застройке жилого района, ныне известного как Тейка. Название присвоено в 1929 году в честь латышского архитектора Константина Пекшенса (1859—1928). Переименований улицы не было.

## Примечательные здания
- Жилые дома № 3 (построен в 1933 г.), № 11 (построен в 1939 г.) и № 27 (1937 г.) являются охраняемыми памятниками архитектуры местного значения[4].